# Dog Days
Pour les articles homonymes, voir Dog Days (homonymie).
Dog Days (ドッグデイズ, Doggu Deizu) est un anime créé par Masaki Tsuzuki, dirigé par Keizō Kusakawa et produit par Seven Arcs. La première saison est diffusée entre avril et juin 2011, la deuxième est diffusée entre juillet et septembre 2012 et la troisième est diffusée entre janvier et mars 2015.

## Synopsis
Sur le continent de Fronyald, la République de Biscotti subit de violentes attaques d'un pays voisin (les batailles ne faisant pas de blessés et étant considéré comme des compétitions sportives), le Royaume des Galettes. Dans le but de défendre ses terres, la princesse Millhiore F. Biscotti décide d'invoquer un héros capable de sauver le pays. Cependant, ce sera Shinku Izumi, un simple collégien de la Terre, qui sera invoqué laissant tout à croire qu'il est le héros tant attendu. Ce dernier va se voir confier l'arme sacrée du nom de « Palladion » afin de combattre ses ennemis. Malgré son manque d'expérience, Shinku devra progresser et faire tout son possible afin de repousser l'envahisseur et ainsi sauver ses nouveaux amis.

## Personnages

### Personnages de la Terre
- Shinku Izumi (シンク・イズミ, Shinku Izumi?) (doublage : Miyano Mamoru) : Un collégien cornouaillais-japonais de l’école internationale de Kinokawa qui a été invoqué involontairement dans une autre dimension, dans la République de Biscotti. Son caractère simplet et joyeux lui permettra de très vite se rapprocher des gens qu'il va croiser. Ses grandes capacités sportives lui permettront de vite progresser dans l'art du combat. Il se voit confier l'arme sacrée « Palladion » par la princesse Millfiore aussi appelée Millfi.
- Nanami Takatsuki : Une jeune fille dont on entend beaucoup parler sans jamais la voir, jusqu'à la fin de la saison 1. Nanami est une collégienne et amie d'enfance de Shinku. Elle est également son senpai et mentor en athlétisme. Elle est absente lors du premier volet car elle poursuit des études à l'étranger. Elle est la seule à avoir pu battre Shinku dans des compétitions d'athlétisme, comme le Tournoi du Poing de Fer. Au début de la saison 2, elle est emmenée à Fronyald par l'un des messagers animaux de la comtesse d'Arquien. Elle atterrit au Royaume de Galette des Rois et devient le Héros du pays, afin de défier Shinku dans la guerre en cours. Comme Shinku possède des pouvoirs du feu, Nanami possède elle aussi une affinité élémentaire : l'eau. Elle se bat avec l'épée sacrée Ex Machina, une arme ressemblant trait pour trait à « Palladion », mais bleue. Sa matérialisation astrale est une paire de patin lui permettant de rider sur l'eau.
- Rebecca "Becky" Anderson : Amie d'enface de Shinku et Nanami, il est évident qu'elle est amoureuse de lui. On la voit souvent d'inquiéter pour lui durant la saison 1. Lors du Retour de Shinku à Fronyald, elle atterrit avec lui au Royaume de Biscotti. Après la fin de la bataille opposant Biscotti et Galette à la Principauté de Pastillage, Rebecca deviendra le Héros officiel de Pastillage. Elle possède l'épée Sacrée Mercurius, un balai volant. Elle est également spécialisée dans le combat aérien et attaque à l'aide de sorts de magie offensive contenus dans des cartes.

### Personnages de Fronyald

#### République de Biscotti
- Millfiore Filliano Biscotti (ミルヒオーレ・F （フィリアンノ）・ビスコッティ, Miruhiōre Firianno Bisukotti?) (doublage : Yui Horie) : Princesse de la République de Biscotti. Malgré les apparences, elle prend très au sérieux son rôle de souveraine et désire plus que tout défendre son pays. À la suite des récentes défaites face au royaume des Galettes, elle décide d'utiliser son dernier atout en invoquant un héros capable de sauver le pays. Son caractère doux lui permit de vite sympathiser avec Shinku. En temps de paix, il lui arrive de se présenter à des festivals et concerts où elle est connue pour être une excellente chanteuse. Il semblerait qu'elle soit en possession de l'arme Sacré « Excellide » formant la paire avec le « Palladion » de Shinku.
- Ricotta Elmar (リコッタ・エルマール, Rikotta Erumāru?) (doublage : Nana Mizuki) : Elle est la chef de l'institut national de recherche de Biscotti, et semble posséder une intelligence hors du commun. Son caractère étant très enjoué, elle s'est faite beaucoup d'amis notamment parmi les chevaliers Biscotti ; la princesse est d'ailleurs une de ses meilleures amie. Elle est plutôt curieuse et adore résoudre les problèmes qu'elle rencontre. Son tic de langage consiste à finir ses phrases par « ~de arimasu ».
- Éclair Martinozzi (エクレール・マルティノッジ, Ekurēru Marutinojji?) (doublage : Ayana Taketatsu) : Capitaine des chevaliers de Biscotti, elle est sous les ordres directes de la princesse Millfiore. Elle fut entraînée depuis sa tendre jeunesse à l'art du combat, et maîtrise le style à deux épées courte. La façon dont elle a grandi lui a valu d'être un peu trop stricte et en même temps trop naïve. Elle ressent un profond respect vis-à-vis de la princesse.
- Roland Martinozzi (ロラン・マルティノッジ, Roran Marutinojji?) : Général en chef des chevaliers de Biscotti, il est aussi le grand frère d'Eclair. C'est lui qui préside les préparatifs des batailles, il a la confiance de tous les chevaliers de Biscotti.
- Brioche d'Arquien (ブリオッシュ・ダルキアン, Buriosshu Darukian?) (doublage : Yoko Hikasa) : Faisant partie des chevaliers indépendante, elle est connue comme étant la plus forte et la plus noble des guerrières sur le continent. Son habileté pour le combat à l'épée fait d'elle une combattante de première classe et lui a valu une grande réputation. Son goût prononcé pour l'alcool contraste avec son caractère calme et doux. Elle fait souvent équipe avec Yukikaze et semble porter une grande responsabilité quant à sa mission secrète. Elle utilise une forme de langage quelque peu archaïque, ressemblant fortement à celui utilisé par le samouraïs dans l'ancien temps. Dans la saison 2, on apprend que son vrai nom est Hina Makishima. Elle a un grand frère célèbre dans tout le pays : Isuka Makishima.
- Isuka Makishima : Grand frère de la Comtesse d'Arquien, Isuka est un beau jeune homme qui vit sur les routes à la recherche de démons et monstres à combattre. Les héros le rencontrent pour la première fois à Galette dans la ville d'Ayase, durant l'incident des Lapins Bandits. C'est un épéiste très célèbre, qui rivalise aisément avec Brioche d'Arquien en ce qui concerne le maniement des katanas. Il est également connu comme un forgeron capable de créer des lames de puissance égale à celle des Épées Sacrées de Fronyald. C'est aussi le maître d'armes de Yukikaze, quand il n'est pas occupé à faire la tournée des bars.
- Yukikaze Panettone (ユキカゼ・パネトーネ, Yukikaze Panetōne?) (doublage : Kana Asumi) : Chef de l'escouade Omitsu, elle est aussi une chevalière indépendante qui fait souvent équipe avec Brioche. Elle considère d'ailleurs cette dernière comme une sœur pour qui elle voue une grande admiration. Son nom signifiant littéralement « Neige », contrastant fortement avec son caractère. Elle est très affectueuse envers ses pairs et insiste sur la bonne entente entre les chiens et les renards. Elle tend beaucoup à la bonne humeur et est surnommée « Yukki » par ses proches. Lors des combats, elle fait preuve d'une grande vitesse et agilité, elle maîtrise de nombreuses armes mais se bat essentiellement à la force de ses poings, elle peut également faire usage de dagues ou attaquer à distance avec un arc. Tout comme Brioche, sa forme de langage est archaïque.

#### Royaume de Galette des Rois
- Leonmitchelli Galette des Rois (レオンミシェリ・ガレット・デ・ロワ, Reonmisheri Garetto de Rowa?) : Princesse charismatique du royaume de Galette des Rois, elle est aussi la commandante suprême de l'armée d'invasion. Elle se fait surnommer « La princesse Leo ». Son peuple l'apprécie fortement. Il semble qu'elle soit une fabuleuse guerrière dont les capacités sont reconnues sur le continent. En combat, elle utilise des armures lourdes et attaquerait essentiellement avec de grandes armes telle que des épées ou des haches à double tranchant. Malgré ces critères, elle est en fait une amie d'enfance de la princesse Millfiore, et se considèrent comme des sœurs.
- Gaul Galette des Rois (ガウル・ガレット・デ・ロワ, Gauru Garetto de Rowa?) : Le prince du royaume de Galette des Rois est le petit frère de la princesse Leon.

#### Principauté de Pastillage
- Couverte Eschenbach Pastillage : Princesse de Pastillage et amie d'enfance de Millfiore et Leon-Michelle, c'est la plus jeune des princesses de Fronyald. Elle commande au peuple de Pastillage qui ont une queue et des oreilles d'écureuil. Elle apparaît au début de la saison 2 lorsque Shinku revient en compagnie de Nanami et Rebecca. Après avoir emmené Rebecca à Pastillage, elle lui donne la Seiken « Mercurius », un balai volant. Les soldats de Pastillage sont les seuls à posséder une flotte aérienne et sont des maîtres dans la maîtrise de la magie, surtout au niveau des sorts offensifs.

## Anime

### Saison 1
| N° | Titres français                                 |
| -- | ----------------------------------------------- |
| 01 | Un héros est né                                 |
| 02 | La première bataille                            |
| 03 | Je ne peux pas rentrer ?!                       |
| 04 | Chargez! Récupération de la princesse           |
| 05 | Bataille féroce à la forteresse Mion !          |
| 06 | Lecture des étoiles                             |
| 07 | Déclaration de guerre                           |
| 08 | La guerre commence                              |
| 09 | Au sommet de la forteresse de Grana!            |
| 10 | Le héros, la princesse et une lueur d’espoirs   |
| 11 | Comme une danse de fleurs dans un ciel nocturne |
| 12 | Quatre conditions                               |
| 13 | La promesse                                     |

### Saison 2
| N° | Titres français                         |
| -- | --------------------------------------- |
| 01 | Un héros apparaît                       |
| 02 | Pastillage se joint à la bataille!      |
| 03 | Trois héros                             |
| 04 | Camp d'été à Biscotti                   |
| 05 | Le style d'épée de Galette              |
| 06 | La légende du roi héros de Pastillage   |
| 07 | Bataille dans la grotte de l'étanchéité |
| 08 | Festival de la musique et Art Esnart    |
| 09 | La fête de l'union                      |
| 10 | Combat sur terre et dans les airs       |
| 11 | Changer mon cœur                        |
| 12 | Étape finale                            |
| 13 | Les souvenirs de vacances               |

### Saison 3
| N° | Titres français                                       |
| -- | ----------------------------------------------------- |
| 01 | Une fois encore, le héros revient                     |
| 02 | La prêtresse des dragons                              |
| 03 | Bataille décisive ! La forêt des dragons !            |
| 04 | Ce qui se transmet                                    |
| 05 | Exploration aux mines de cristal !                    |
| 06 | Le mariage arrangé du Lion                            |
| 07 | Le petit prince et le héros légendaire                |
| 08 | Remémoration : L'histoire du Héros et de la Princesse |
| 09 | La Baleine Étoile dans la Mer du Ciel                 |
| 10 | La Princesse du Ciel et le peuple des étoiles.        |
| 11 | Chanson Des Étoiles                                   |
| 12 | Retour à la maison                                    |